# Bianca Bai
Bianca Bai (chinês: 白歆惠, pinyin: Bái Xīnhuì; Taipei, 23 de outubro de 1982) é uma modelo e atriz taiwanesa.

## Carreira
Formada na Universidade Shih Hsin, Bianca começou a sua carreira como modelo na agência Catwalk Modeling. Por ter se destacado, tornou-se uma atriz mais tarde. Em 2010, foi nomeada na categoria "Melhor Protagonista Feminina em uma Série de TV" no 45º Golden Bell Awards por seu trabalho em Shinning Days.

## Filmografia
| Ano  | Título                 | Papel        |
| ---- | ---------------------- | ------------ |
| 2005 | It Started With a Kiss | Bai Hui Lan  |
| 2006 | Angel Lover            | Li Xi Ai     |
| 2008 | Fated to Love You      | Anna         |
| 2009 | Bling Days             | Fang Yi An   |
| 2010 | P.S. Man               | Amanda       |
| 2011 | Soldier                | Li Min Hui   |
| 2011 | Skip Beat!             | Jiang Nanqin |
| 2011 | Soldier                | 李敏惠       |
| 2012 | Loves In Penghu        | 李美涓       |
| 2014 | If I Love You          | Shan Shan    |

| Ano  | Título        | Papel |
| ---- | ------------- | ----- |
| 2010 | Kingfisher    |       |
| 2012 | My Dear Stilt |       |